# Hanover (Südafrika)
Hanover ist eine kleine Stadt im Süden Südafrikas in der Provinz Nordkap. Die Stadt ist benannt nach der deutschen Stadt Hannover und hatte 2011 4594 Einwohner. Haupteinnahmequelle sind die Merinoschafe.

## Geschichte
Am 17. Juli 1854 kauften sechs Männer den Bauernhof Petrusvallei für 33.333 Rixdollars, aus dem sich später die Stadt entwickelte.
Namensgeber der im Jahr 1857 ursprünglich deutschsprachig benannten Wehrsiedlung „Hannover“ war der mit der British-German Legion zur Ansiedlung und Kolonisierung durch – weiße – europäische Soldatenfamilien immigrierte Carl von Brandis.
Erster Bürgermeister Hannovers wurde P. Watermayer, der das Amt bis 1888 innehatte. Im Jahr 1859 wurden die Stadtgrenzen festgelegt und die erste Kirche wurde erbaut. Der spätere Präsident der Südafrikanischen Republik, Thomas François Burgers, war dort der erste Pastor. Seine Familie veröffentlichte seine Beschreibungen des Lebens in Hanover.

## Weitere Persönlichkeiten
- Daniel du Plessis Viljoen (1892–1972), Politiker